# 帕特里克·福泰尔
帕特里克·福泰尔（法語：Patrick Forterre，發音：[patʁik fɔʁtɛʁ]；1949年8月21日—）是一位法国病毒学家和科普作家，现为巴斯德研究院微生物学教授，主要研究领域为古菌、病毒与生命起源。